# Luko Vezilić
Luko Vezilić bivši je hrvatski vaterpolist, državni reprezentativac, srebrni s europskog prvenstva 1977. u Jönköpingu i s Olimpijskih igara u Moskvi 1980. Igrao je na mjestu vratara.
Igrao je za dubrovački Jug s kojim je 1980. osvojio Kup europskih prvaka.
Karijeru je završio iste godine zbog ozljede oka. U Zagrebu ga je u susretu skupine četvrtzavršnice kupa igrač splitskog Jadrana Joke Kovačević nakon izvedene šraube u nastavku zamaha pogodio prstom u oko.